# Уеър (окръг, Джорджия)
Окръг Уеър (на английски: Ware County) е окръг в югоизточната част на щата Джорджия, Съединени американски щати. Площта му е 2339 km². Според преброяването от 2010 г. населението е 36 312 души. Административен център е град Уейкрос.

## История
Окръг Уеър, 60-ият окръг на Джорджия, е създаден на 15 декември 1824 г. с акт на Общото събрание на Джорджия от земя, която първоначално е била част от окръг Алинг.
Окръгът е кръстен на Никълъс Уеър, кмет на Огъста, Джорджия от (1819–1821) и сенатор на Съединените щати, който представлява Джорджия от 1821 до смъртта си през 1824.
По-късно са създадени няколко окръга от части от първоначалните граници на окръг Уеър:
- Окръг Бейкън (от части от окръзите Аплинг, Пиърс и Уеър през 1917 г.)
- Окръг Чарлтън (от части от окръг Камдън и Уеър през 1854 г.)
- Окръг Клинч (от части от окръзите Лаундс и Уеър през 1850 г.)
- Кофи (от части от окръзите Клинч, Ъруин, Телфеър и Уеър през 1854 г.)
- Окръг Пиърс (от части от окръзите Аплинг и Уеър през 1857 г.)

В окръг Уеър живее Лора С. Уокър (1861-1955), известна американска писателка и природозащитник. Уокър популяризира цялостна програма за лесовъдна дейност, включително създаването на горски паркове. Тя издига маркери и паметници по стари пътеки и на исторически места в Уейкрос и Уеър, така че местната история да не бъде забравена. Уокър написва три книги за земята и историята на нейния дом. Те са: "История на окръг Уеър, Джорджия" За „Стария Окефеноок“ и "Доктори на примитивните времена и Дни на коне и бъги в окръг Уеър".
Опитът да се признае нейната работа кулминира с това, че президентът Франклин Делано Рузвелт издава прокламация за създаване на "Национален парк Лора С. Уокър", разположен в окръг Уеър, в нейна чест. Тя е единственият човек, на когото е кръстен държавен или национален парк приживе. През 1937 г. федералното правителство закупува бедстващи земеделски земи за парка.  Работата по парка е приета от Администрацията за напредък на строителството и Гражданския консервационен корпус. През 1941 г. националният парк е прехвърлен на Джорджия, превръщайки се в 13-ия държавен парк в щата.

## География
Според Бюрото за преброяване на населението на САЩ, окръгът има обща площ от 908 квадратни мили (2350 km 2 ), от които 892 квадратни мили (2 310 km 2) са земя и 16 квадратни мили (41 km 2) (1,7%) са вода. Това е най-големият окръг в Джорджия по площ. Голяма част от окръга се намира в блатото Окефеноки и неговите федерално защитени зони.

### Съседни окръзи
- Окръг Бейкън - север
- Окръг Пиърс - изток
- Окръг Брантли - изток
- Окръг Чарлтън - югоизток
- Бейкър, Флорида - юг
- Окръг Клинч - запад
- Окръг Аткинсън - запад
- Кофи - северозапад